# Église Saint-Pancrace de Taormine
Pour les articles homonymes, voir Église Saint-Pancrace.
L'église Saint-Pancrace de Taormine (en italien Chiesa di San Pancrazio), est une église romane et baroque située à Taormine, dans la province de Messine, en Sicile, en Italie. Elle est dédiée à Pancrace de Taormine, évêque et saint patron de la ville, mort en 98. Elle est érigée sur les ruines d'un temple grec dédié à Jupiter Sérapis, dont des blocs de pierre servant de fondation à l'édifice sont encore visibles à l'extérieur de l'église.

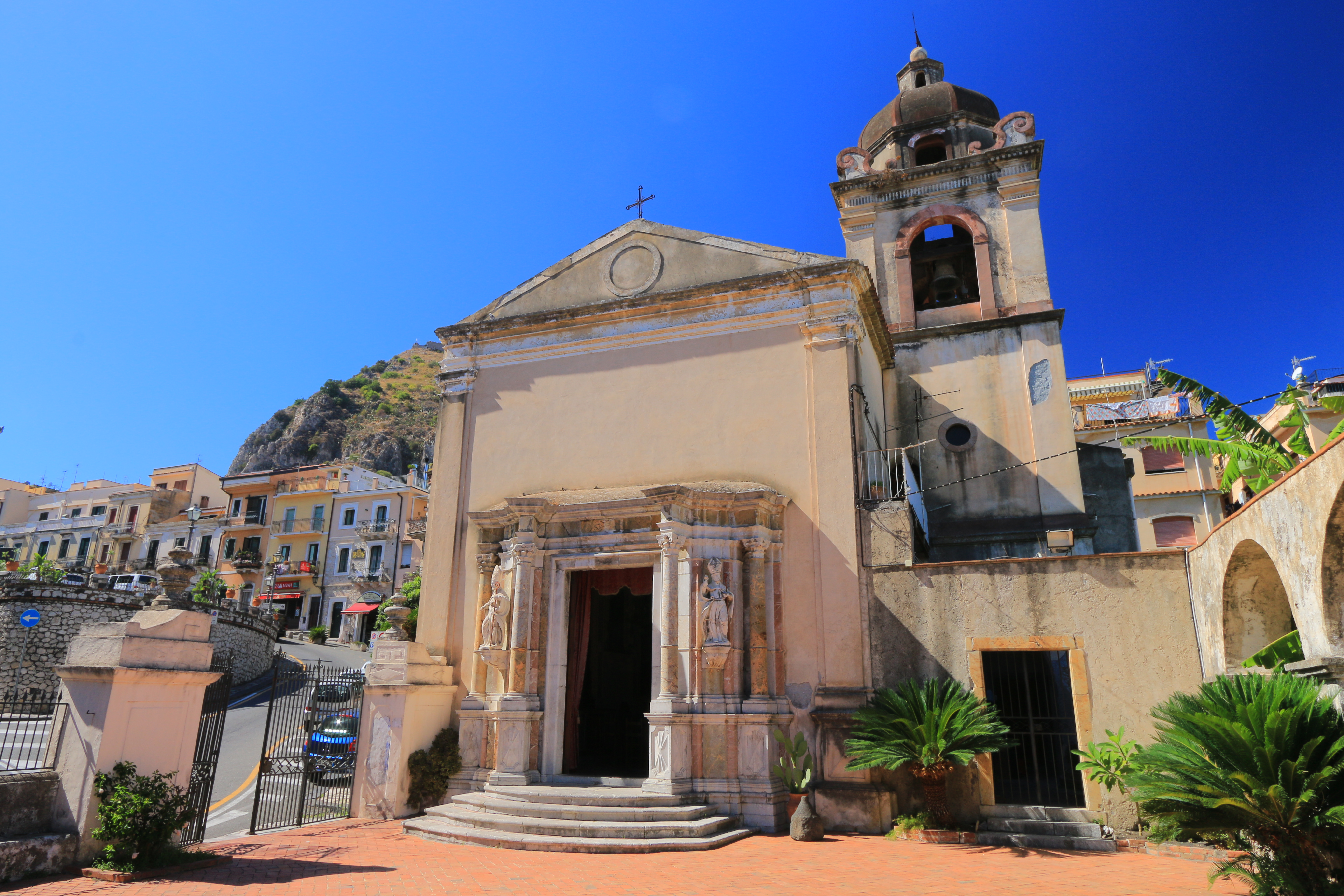
Façade de l'église.
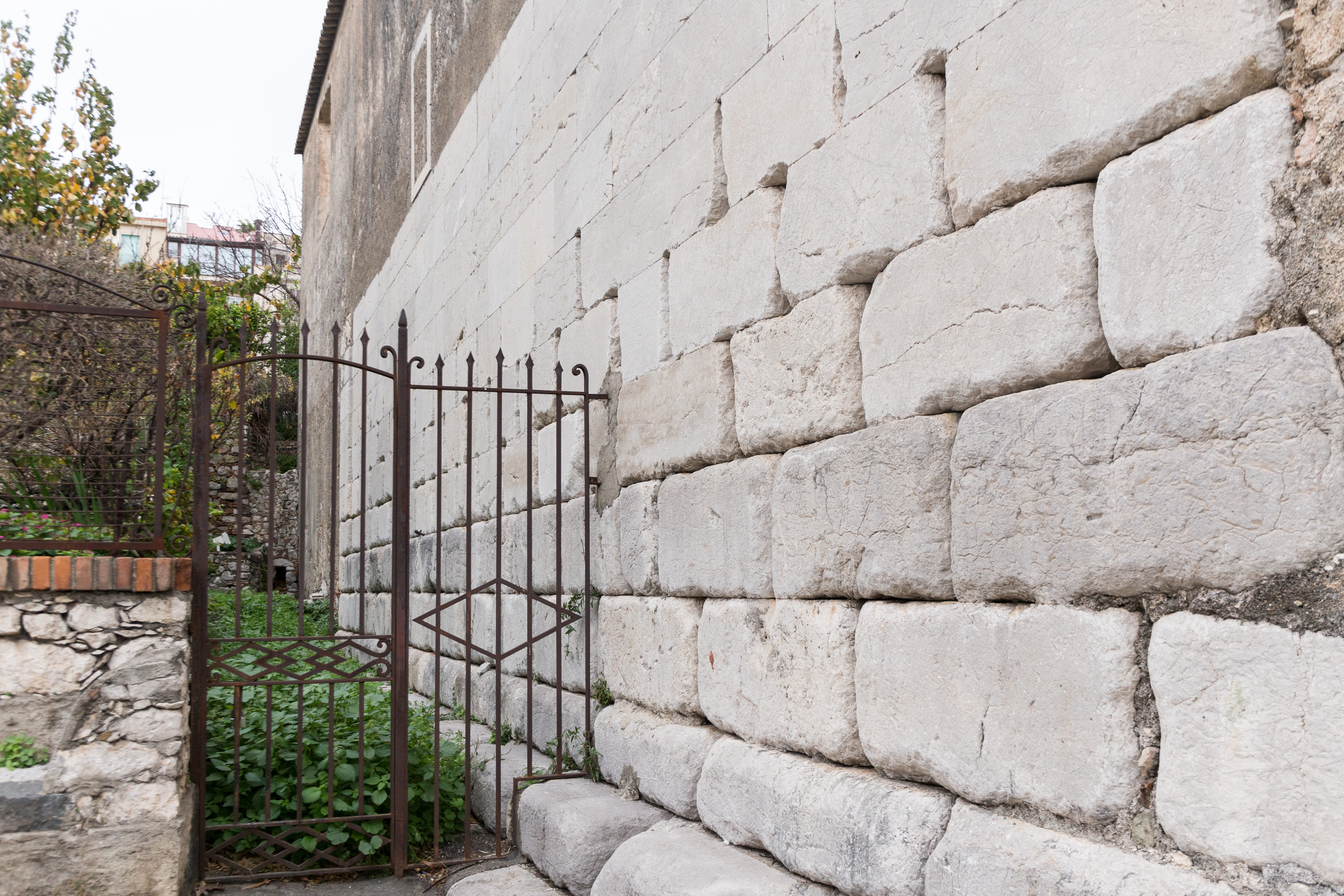
Mur du sanctuaire grec intégré dans le mur méridional de l'église
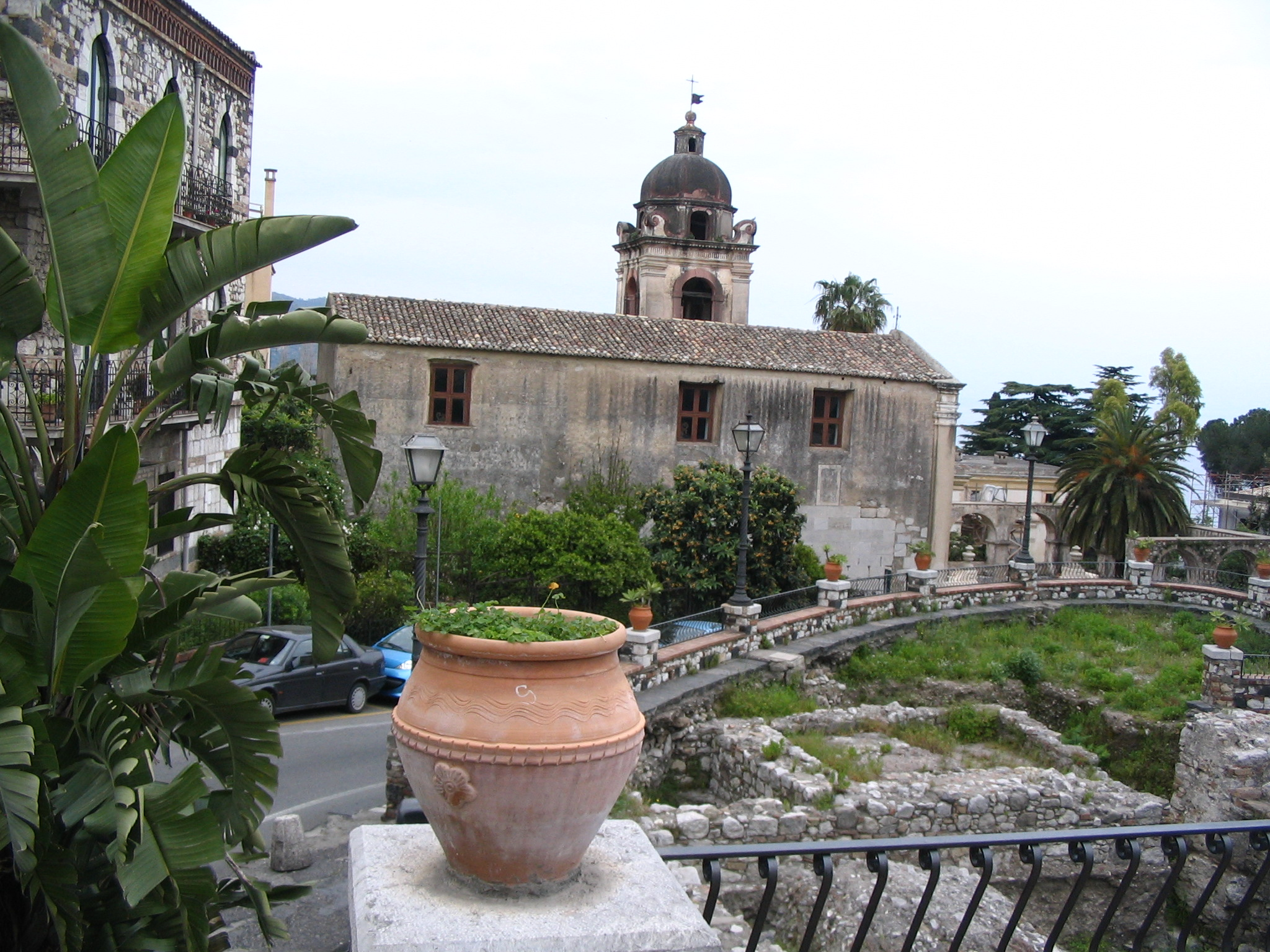
Les ruines de l'ancien temple grec et l'église.